# Habronematoidea
Super-famille
Les Habronematoidea sont une super-famille de nématodes (les nématodes sont un embranchement de vers non segmentés, recouverts d'une épaisse cuticule et menant une vie libre ou parasitaire). On trouve ces parasites dans le tractus digestif des oiseaux (pour les Tetrameridae) et des poissons (pour les Cystidicolidae).

## Liste des familles
Selon World Register of Marine Species (22 mai 2021) :
- Cystidicolidae Skrjabin, 1946
- Tetrameridae Travassos, 1914